# Prisoja (Podgorica)
Pour les articles homonymes, voir Prisoja.
Prisoja (en serbe cyrillique : Присоја) est un village de l'est du Monténégro, dans la municipalité de Podgorica.

## Démographie

### Évolution historique de la population
| 1948 | 1953 | 1961 | 1971 | 1981 | 1991 | 2003 |
| ---- | ---- | ---- | ---- | ---- | ---- | ---- |
| 270  | 292  | 239  | 136  | 70   | 42   | 29   |